# Jakob Martin Pettersen
Jakob Martin Pettersen (* 11. April 1899 in Bergen, Hordaland; † 8. Februar 1970 in Wollongong, New South Wales, Australien) war ein norwegischer Politiker der Arbeiderpartiet, der unter anderem von 1945 bis 1965 Mitglied des Storting sowie zwischen 1952 und 1955 Verkehrsminister in der Regierung Torp war. Ferner war er von 1957 bis 1965 Vizepräsident des Odelsting. Er engagierte sich darüber hinaus in verschiedenen Gremien für die Abstinenzbewegung.

## Leben

### Chemiker, Kommunalpolitiker undStorting-Mitglied
Jakob Martin Pettersen, Sohn des Fabrikarbeiters Johan Theodor Pettersen und Sigrid Lilletvedt, absolvierte nach dem Besuch der Realschule (Realskole) zwischen 1917 und 1919 eine Ausbildung an der Abteilung für Chemie an der Technischen Schule Bergen (Bergen tekniske skole), der späteren Ingenieurhochschule Bergen (Bergen ingeniørhøgskole). Er war daraufhin von 1919 bis 1921 Chemiker an der Karbid- und Cyanamidfabrik in Odda. Nachdem er zwischen 1922 und 1924 Aufseher in der öffentlichen Straßenverwaltung von Hordaland war, arbeitete er von 1924 bis 1945 als Chemiker im Odda Smelteverk, das Calciumcarbid und Derivate von Calciumcyanamid, Dicyandiamid und Cyanwasserstoff produzierte. Ende der 1920er Jahre begann er zudem sein Engagement für die Arbeiderpartiet in der Kommunalpolitik und war zunächst zwischen 1928 und 1931 Mitglied des Gemeinderates (kommunestyre) von Odda und war danach von 1931 bis 1940 Vize-Bürgermeister dieser Kommune. Zugleich war er zwischen 1931 und 1938 Vorstandsmitglied der örtlichen Arbeiterpartei. Daneben war er von 1932 bis 1945 sowohl Vorsitzender des Haushaltsausschusses und des Verkehrsausschusses von Odda sowie zwischen 1932 und 1940 erstmals Vorstandsvorsitzender des Kommunalen Elektrizitätswerkes von Odda. Des Weiteren war er von 1939 bis 1940 Vorsitzender des Versorgungsausschusses und zwischen 1940 und 1945 abermals Mitglied des Gemeinderates von Odda.
Nach Kriegsende war Pettersen zwischen 1945 und 1966 Leiter der Kommunalverwaltung (Kommunal kontorsjef) von Odda und war zwischen 1945 und 1947 wieder Bürgermeister sowie abermals Vorstandsvorsitzender des Kommunalen Elektrizitätswerkes von Odda. Bei der Parlamentswahl am 8. Oktober 1945 wurde er erstmals in das Storting, das norwegische Parlament, gewählt und gehörte diesem nach seinen Wiederwahlen am 10. Oktober 1949, 12. Oktober 1953, 6. Oktober 1957 und 11. September 1961 als Vertreter von Hordaland vom 4. Dezember 1945 bis zum 30. September 1965 fast zwanzig Jahre lang an. Zu Beginn seiner Parlamentszugehörigkeit war er Mitglied verschiedener Ausschüsse wie dem Wahlausschuss (Valgkomite) sowie dem Straßen- und Eisenbahnausschuss (Vei- og jernbanekomité) und zwischen dem 23. Januar 1950 und dem 5. Januar 1952 Vorsitzender des Ausschusses für Forsten, Wasserläufe und Industrie (Skog-, vassdrags- og industrikomité). 1948 wurde er zudem Mitglied des Staatlichen Verkehrsrates (Statens samferdselsråd) sowie von 1951 bis 1957 Vorsitzender des Ausschusses für Straßenrecht (Veglovkomité).

### Verkehrsminister und Vizepräsident derOdelsting

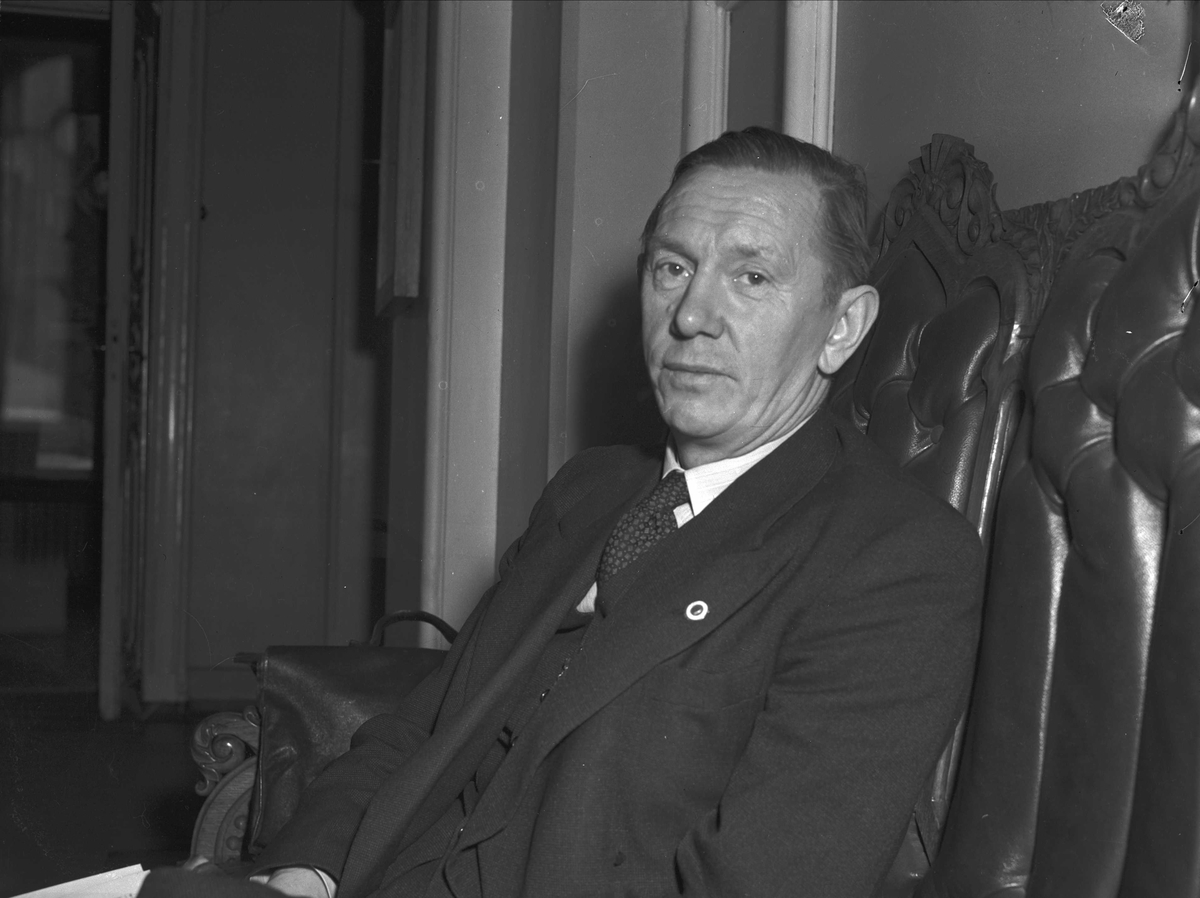
In der Regierung von Ministerpräsident Oscar Torp bekleidete Jakob Martin Pettersen zwischen 1952 und 1955 das Amt als Verkehrsminister.

Am 5. Januar 1952 übernahm Pettersen von Nils Langhelle in der Regierung Torp das Amt als Verkehrsminister (Statsråd, Samferdselsdepartementet) und hatte dieses bis zum 22. Januar 1955 inne. Während seiner Amtszeit als Minister übernahm sein Ersatzabgeordneter (Vararepresentant) Knut Severin Jakobsen Vik zwischen dem 5. Januar 1952 und dem 18. Juli 1953 beziehungsweise seine Ersatzabgeordnete Gurid Almenningen vom 18. Juli 1953 bis zum 22. Januar 1955 kommissarisch sein Abgeordnetenmandat. Nach seinem Ausscheiden aus der Regierung nahm er sein Storting-Mandat wieder an und war unter anderem Mitglied des Sozialausschusses (Sosialkomité), des Justizausschusses (Justiskomité), des Wahlausschusses sowie des Ausschusses für Finanzen und Zölle (Finans- og tollkomité). Daneben fungierte er zwischen 1956 und 1965 als Vorstandsvorsitzender der Abstinenz-Gruppe des Storting.
Als Varapresident (18. Januar 1958 bis 30. September 1959) beziehungsweise Visepresident (1. Oktober 1959 bis 30. September 1965) fungierte er als Vizepräsident des Odelsting, eine der beiden Abteilungen des Storting. Zugleich fungierte er zwischen dem 13. Oktober 1961 und dem 30. September 1965 als Sekretär des Außen- und Verfassungsausschusses (Utenriks- og konstitusjonskomité). Er wurde ferner 1962 Vorsitzender des Landesrates für Abstinenz (Avholdsfolkets landsråd). Zudem war er von 1964 bis zu seinem Tod 1970 Präsident der Nordischen Union für alkoholfreien Verkehr sowie von 1966 bis 1970 als Vorsitzender der Nordischen Nüchternheitskommission.